# Смірнов Євген Леонідович
Смірнов Євген Леонідович — український політик, письменник, поет. Народний депутат України 2-го, та 3-го скликань.
(9 січня 1947 р. — 6 травня 2003 р.)

## Біографія
Народився 09 січня 1947 року у місті Тульчин Вінницької області. Українець.

## Освіта
Закінчив Рівненський інститут культури в 1987 році, режисер.
Санкт — Петербурзька консерваторія, теоретико — композиторський факультет — 1991 рік (екстерном), музикознавець.
Тбіліський державний університет, юридичний факультет — 1992 рік (екстерном), юрист.

## Кар'єра
1966—1969 рр. — працював робітником Тульчинського металоштампувального заводу,
1968 році — працював лісорубом Верхньо-Туломського лісокомбінату.
1968—1969 рр. — матросом середньо — риболовного траулера в Баренцовому морі.
1969 року — робітник, магазин — майстерня «Оптика», м. Тульчин.
1969—1970 рр. — робітник-бурильник, Вінницький проєктний інститут, м. Тульчин.
1970—1973 рр. — студент філософського факультету Київського державного університету.
Виключений з 4 курсу за політичними мотивами.
1973 року — керівник драматичного колективу, Тульчинський районний будинок культури.
1973—1976 рр. — ув'язнений за ст. 187 «прим» КК УРСР (антикомуністична діяльність).
1976—1977 рр. — завідувач господарства художньої майстерні, Тульчинський р-ний будинок культури.
1977—1985 рр. — завідувач клубу сіл Мазурівка, Нестерварка Тульчинського району.
1985—1986 рр. — керівник театру юного глядача.
1986—1994 рр. — керівник народного театру, Тульчинський районний будинок культури.
Реабілітований у листопаді 1993 року.
З 1988 року очолює Спілку Українського Народу (СУН; SUN).
У 1981—1991 рр. — поставив 13 вистав.
У 1996—1997 рр. — організатор і художній керівник першого у світі виконання циклу всіх симфоній Антона Брукнера в Urfassungen (м. Київ; Національний симфонічний оркестр України).
У 1996—1998 рр. — голова депутатської слідчої комісії Верховної Ради України.
У 1992—1993 рр. — доброволець, учасник бойових дій в Грузії (національно-визвольна війна під проводом Звіяда Гамсахурдія).
З 11 травня 1994 року по 12 травня 1998 року — Народний депутат України 2-го скликання. Обраний по Тульчинському (Вінницька область) виборчому округу N 061.
З 12 травня 1998 року по 14 травня 2002 року — Народний депутат України 3-го скликання. Обраний по виборчому округу № 16 (Вінницька область).
Під час другої каденції у Верховній Раді — Член Комітету з питань національної безпеки і оборони. Входив до фракції партії «Трудова Україна».
Автор близько 800 поезій, оповідань, романів, наукових досліджень.
Під духовним ім'я Євген Сварожич в 2001 році видає книгу «Золотий Павук Вод», яка в 2003 році була проголошена Святим Письмом Слов'янської духовної течії «Великий Вогонь» (посмертно).
Володів — польською, німецькою, грузинською, італійською, англійською, словацькою мовами.
Захоплення — фламанд. і голланд., живопис, важка атлетика, карате, парашутний спорт.